# Неизвестный (ручей)
Неизвестный — ручей на полуострове Камчатка в России. Длина — 12 км. Протекает по территории Усть-Камчатского района.
Начинается из языка ледника на склоне горы Острый Толбачик, являющейся частью массива вулкана Толбачик. Течёт в северо-западном направлении. В нижней половине русла бассейн ручья порос берёзово-лиственничным лесом. Впадает в реку Студёная слева на расстоянии 36 км от её устья.
По данным государственного водного реестра России относится к Анадыро-Колымскому бассейновому округу.
Код водного объекта — 19070000112220000015711.